# 梅烏涅爾山
梅烏涅爾山（英語：Mount Meunier）是南極洲的山峰，位於瑪麗伯德地，處於科勒嶺東北端附近，海拔高度665米，美國地質調查局根據測量和美國海軍拍攝的空中照片繪入地圖，現時由南極條約體系管理。